# Bleda canicapillus
Bleda canicapillus е вид птица от семейство Pycnonotidae.

## Разпространение
Видът е разпространен в Бенин, Кот д'Ивоар, Гамбия, Гана, Гвинея, Гвинея-Бисау, Либерия, Мали, Нигерия, Сенегал, Сиера Леоне и Того.